# 오시오 떡볶이
《오시오 떡볶이》는 2004년 10월 15일에 MBC에서 방영한 베스트극장이다.

## 줄거리
스물일곱 살의 권투선수인 상우는 신인왕전에서 유력한 우승 후보였지만 교통사고로 왼팔을 잃어버리게 되면서 꿈도 사랑도 다 떠나자 삶의 희망을 잃고 자살을 결심하고, 마지막으로 그 동안 잊고 지내던 아버지를 찾아 고향으로 돌아온다. 아버지 순택이 떡볶이 장사를 하고 있는 ‘오시오 떡볶이’집은 세월이 흘러도 예전 그대로 초라하기만 하다. 상우는 그 가게 앞에서 20여 년 전을 회상한다.

## 등장 인물

### 주요 인물
- 명계남 : 배순택 역
- 진구 : 배상우 역 (아역 박건태)
- 신소미 : 순옥 역
- 김지영 : 순대 할매 역

### 그 외 인물
- 이유정 : 현경 역
- 정한헌 : 단속반원 역
- 최재호 : 경찰 역
- 양길영 : 코치 역
- 이명숙 : 불량배의 어머니 역
- 허명행 : 불량배 1 역
- 박혁민 : 불량배 2 역
- 신예지 : 여학생 역